# San Lorenzo (Honduras)
San Lorenzo è un comune dell'Honduras facente parte del dipartimento di Valle. Si affaccia sul golfo di Fonseca ed è il principale porto dell'Honduras sul Pacifico.
Il comune venne istituito il 12 aprile 1909.